# کوبییاس د سراتو
کوبییاس د سراتو (به اسپانیایی: Cubillas de Cerrato) یک شهرستان در اسپانیا است که در استان پالنسیا واقع شده‌است.

## خصوصیات
کوبییاس د سراتو ۲۰ کیلومترمربع مساحت و ۷۷ نفر جمعیت دارد.